# Tercer Gobierno Fraga
El tercer Gobierno de Manuel Fraga en la Xunta de Galicia se formó tras las elecciones gallegas de 1997 (19 de octubre) y se mantuvo entre el 10 de diciembre de 1997 y el 17 de diciembre de 2001.

## Contexto
El Partido Popular de Galicia revalidó la mayoría absoluta con 42 de 75 escaños. Fraga fue investido presidente el 3 de diciembre de 1997 y tomó posesión poco después, constituyendo su tercer gabinete autonómico.

## Cronología
- 3 de diciembre de 1997: Investidura de Manuel Fraga Iribarne.[1]
- 10 de diciembre de 1997: Constitución del gabinete (inicio efectivo del tercer gobierno).[1]
- 20 de febrero de 1999: Cese de Dositeo Rodríguez y nombramiento de Jaime Pita (Presidencia).[4]
- 14 de septiembre de 1999: Cese de Jesús Palmou y posterior nombramiento de Antonio Pillado (Justicia).[5]
- 27 de septiembre de 1999: Relevo en Industria y Comercio (Couceiro → Rodríguez Yuste).[6]
- 20 de septiembre / 1 de noviembre de 2001: Cambios en Pesca y en Política Agraria (López Veiga y Diz Guedes, respectivamente).[7][8]
- 17 de diciembre de 2001: Fin del mandato; toma posesión el cuarto gobierno de Fraga tras las elecciones de 2001.[1]

## Composición
|                                                           |                                                           |                                                                          |                                                                             |  |
| Tercer Gobierno de Manuel Fraga                           |                                                           |                                                                          |                                                                             |  |
| 10 de diciembre de 1997 - 17 de diciembre de 2001         |                                                           |                                                                          |                                                                             |  |
|                                                           | Partido Popular de Galicia                                |                                                                          |                                                                             |  |
|                                                           | Independiente                                             |                                                                          |                                                                             |  |
| Presidente                                                | Presidente                                                |                                                                          | Manuel Fraga Iribarne 10 de diciembre de 1997-17 de diciembre de 2001       |  |
| Presidencia y Administración Pública                      | Presidencia y Administración Pública                      |                                                                          | Dositeo Rodríguez Rodríguez 10 de diciembre de 1997-18 de febrero de 1999   |  |
| Presidencia y Administración Pública                      | Presidencia y Administración Pública                      | Jaime Pita Varela 18 de febrero de 1999-17 de diciembre de 2001          |                                                                             |  |
| Economía y Hacienda                                       | Economía y Hacienda                                       |                                                                          | José Antonio Orza Fernández 10 de diciembre de 1997-17 de diciembre de 2001 |  |
| Política Territorial, Obras Públicas y Vivienda           | Política Territorial, Obras Públicas y Vivienda           |                                                                          | Xosé Cuíña Crespo 10 de diciembre de 1997-17 de diciembre de 2001           |  |
| Educación y Ordenación Universitaria                      | Educación y Ordenación Universitaria                      |                                                                          | Celso Currás Fernández 10 de diciembre de 1997-17 de diciembre de 2001      |  |
| Industria y Comercio                                      | Industria y Comercio                                      |                                                                          | Antonio Couceiro Méndez 10 de diciembre de 1997-27 de septiembre de 1999    |  |
| Industria y Comercio                                      | Industria y Comercio                                      | Juan Rodríguez Yuste 27 de septiembre de 1999-17 de diciembre de 2001    |                                                                             |  |
| Política Agraria, Ganadería y Agroalimentación            | Política Agraria, Ganadería y Agroalimentación            |                                                                          | Castor Gago Álvarez 10 de diciembre de 1997-1 de noviembre de 2001          |  |
| Política Agraria, Ganadería y Agroalimentación            | Política Agraria, Ganadería y Agroalimentación            | Juan Miguel Diz Guedes 1 de noviembre-17 de diciembre de 2001            |                                                                             |  |
| Cultura, Comunicación Social y Turismo                    | Cultura, Comunicación Social y Turismo                    |                                                                          | Jesús Pérez Varela 10 de diciembre de 1997-17 de diciembre de 2001          |  |
| Sanidad y Servicios Sociales                              | Sanidad y Servicios Sociales                              |                                                                          | José María Hernández Cochón 10 de diciembre de 1997-17 de diciembre de 2001 |  |
| Familia, Promoción del Empleo, Mujer y Juventud           | Familia, Promoción del Empleo, Mujer y Juventud           |                                                                          | Manuela López Besteiro 10 de diciembre de 1997-17 de diciembre de 2001      |  |
| Pesca, Marisqueo y Acuicultura                            | Pesca, Marisqueo y Acuicultura                            |                                                                          | Amancio Landín Jaráiz 10 de diciembre de 1997-20 de septiembre de 2001      |  |
| Pesca, Marisqueo y Acuicultura                            | Pesca, Marisqueo y Acuicultura                            | Enrique López Veiga 20 de septiembre-17 de diciembre de 2001             |                                                                             |  |
| Justicia, Interior y Relaciones Laborales                 | Justicia, Interior y Relaciones Laborales                 |                                                                          | Xesús Palmou Lorenzo 10 de diciembre de 1997-14 de septiembre de 1999       |  |
| Justicia, Interior y Relaciones Laborales                 | Justicia, Interior y Relaciones Laborales                 | Antonio Pillado Montero 14 de septiembre de 1999-17 de diciembre de 2001 |                                                                             |  |
| Consejero sin cartera para las Relaciones Institucionales | Consejero sin cartera para las Relaciones Institucionales |                                                                          | Juan Miguel Diz Guedes 10 de diciembre de 1997-11 de noviembre de 2001      |  |